# Дрин
Дрин (алб. Drin або Drini, мак. Дрим, грец. Δρινος) — найбільша річка в Албанії, утворюється в північній частині країни поблизу міста Кукес злиттям Білого і Чорного Дрина. Площа басейну річки становить 12,6 тис. км² (за іншими даними 19,686 тис. км²) та охоплює частину території Албанії, Косова, Греції, Чорногорії та Північної Македонії. Середня витрата води — 290 м³/с.

## Географія
Довжина річки Дрин від злиття твірних до гирла становіть 148 км, якщо ж враховувати Чорний Дрин, що бере початок в Охридському озері та тече по території Македонії, то сумарна довжина становіть 281 км. При вимірюванні від гирла до витоку Білого Дрина, що бере початок на північ від міста Печ в Косові, загальна довжина річки становіть 335 км.
На приморській низовині поруч з містом Шкодер Дрин діліться на два рукави. Короткий (довжина 15 км) i широкий північний рукав, що має назву Великий Дрин, вливається у витікаючу з Скадарського озера річку Буна біля замку Розафа. Південний рукав окремо впадає у Дринську затоку (Pellg i Drinit) Адріатичного моря біля міста Лежа. Осінньо-зимова повінь призводить до затоплення низинних районів у місті Шкодер. Раніше північне гирло річки само достягало моря, але повінь у 1858 році перекрила це русло.

## Економіка

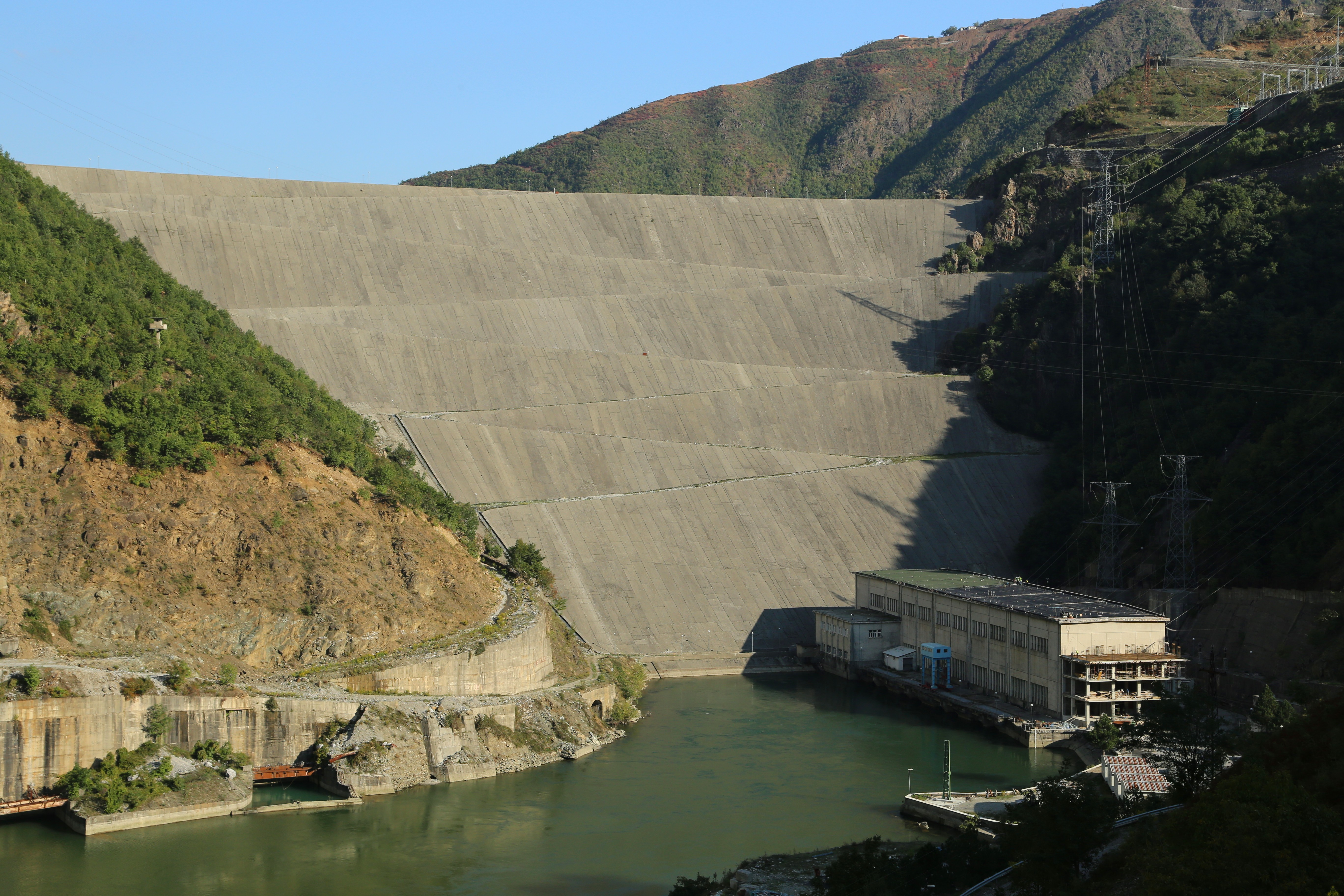
ГЕС Фіерза

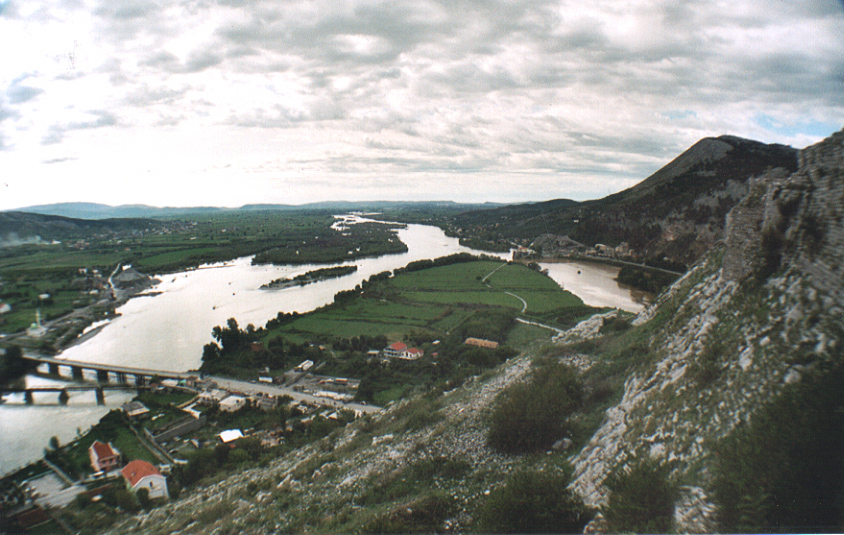

Води Дрину мають велику важливість для економіки Албанії, особливо з точки зору виробництва електроенергії. На трьох ГЕС, побудованих на річці, виробляється велика частина електрики в країні. Найбільші в країні водосховища Фіерза (алб. Liqeni i Fierzës, площа 73 км²) i Вау-і-Дежес (Liqeni i Vau te Dejës, площа 25 км²), утворене Дежеською ГЕС.